# Maou na Ore to Ghoul no Yubiwa
Maou na Ore to Ghoul no Yubiwa (魔王なオレと不死姫の指輪 Maou na Ore to Ghoul no Yubiwa?, lit. El Anillo del Diablo y el Anillo de la Princesa Inmortal), es una serie de manga escrita por Kankitsu Yusura e ilustrada por Yaya Hinata. Comenzó su serialización en diciembre de 2012.

## Argumento
Kusumi Chiharu es un joven pervertido que un día le llegó un mensaje diciéndole que fue seleccionado para ser un Monster Tamer, por lo tanto tiene que elegir a su pareja. Al creer que este mensaje es solo una broma lo ignora, hasta que recibe un enorme paquete en la puerta de su casa, el cual abre sin pensarlo dos veces creyendo que son las revistas porno que ordenó, pero en su lugar en el interior del paquete se encuentra una joven en ropa interior, que al ser vista por Chiharu se avergüenza pensando que su dueño sería una mujer, ella dice ser un Ghoul llamado Zonmi y que a partir de ahora será su compañera de pelea. Por otro lado, dentro de su escuela hay muchas chicas monstruo que quieren ser su compañero y terminarán luchando para quedarse con él.

## Personajes
Chiharu Kusumi (久住 千春 Kusumi Chiharu?)
Chiharu es el protagonista de la serie y es el encargado de entrenar a las Ghouls.
Zonmi Ramakesoshii ( Ramakesoshi Zonmi?)
La primera Ghoul que conoce Chiharu, ella es la que se encontraba dentro de la caja que recibió.